# Wildhorn
Wildhorn − szczyt w Alpach Berneńskich, części Alp Zachodnich. Leży w Szwajcarii w kantonach Valais i Berno. Należy do głównego łańcucha Alp Berneńskich. Można go zdobyć ze schroniska Cabane des Audannes (2508 m), Wildhornhütte (2303 m) lub Geltenhütte (2002 m).
Pierwszego odnotowanego wejścia dokonał Gottlieb Samuel Studer we wrześniu 1843 r.